# Tijdschrift Sociologie
Tijdschrift Sociologie is een Nederlandstalig digitaal, open access, peer reviewed wetenschappelijk tijdschrift dat wordt uitgegeven door Stichting Tijdschrift Sociologie. Het publiceert over actuele maatschappelijke vraagstukken en sociologisch-theoretische onderwerpen. 
Het tijdschrift Sociologie was in 2005 voortgekomen uit de tijdschriften Sociologische Gids en het in 1974 opgerichte Amsterdams Sociologisch Tijdschrift (AST). Sinds 2016 was dat tijdschrift verkrijgbaar via open access en in 2020 werd het gefuseerd met het Vlaamse tijdschrift Sociologos tot Tijdschrift Sociologie.